# Авазбакиева, Магинур Фаткулловна
Магинур Фаткулловна Авазбакиева (каз. Магинур Фатқұлқызы Авазбакиева; 7 марта 1907 — 8 февраля 1987) — советский учёный-физиолог, доктор биологических наук (1955), профессор (1958). Заслуженный деятель науки Казахской ССР (1979).

## Биография
Родилась 7 марта 1907 года в Семипалатинске.
В 1934 году окончила Казахский педагогический институт. С 1938 по 1986 год работала в Казахском государственном университете. Занимала должности ассистента, старшего преподавателя, доцента. С 1944 года была деканом биологического факультета. С 1947 по 1981 год работала заведующей кафедрой физиологии человека и животных.
Скончалась 8 февраля 1987 года в Алма-Ате.
Основные научные труды в области физиологии человека в экстремальных условиях. Исследовала обмен веществ, состав крови, гемодинамику, функциональные изменения в сердечно-сосудистой системе в условиях пустынь и высокогорья. Награждена орденом «Знак Почёта».

## Сочинения
- Авазбакиева М. Ф. Влияние климата Казахстана и Киргизии на организм человека. — А.-А.: Изд-во Акад.наук Казахской ССР, 1958.